# Ophiothela mirabilis
Ophiothela mirabilis is een slangster uit de familie Ophiotrichidae. De wetenschappelijke naam van de soort werd in 1867 als Ophiotrix mirabilis gepubliceerd door Addison Emery Verrill.

## Beschrijving
Ophiothela mirabilis is een kleine zesarmige slangster. De centrale schijf heeft een diameter van ongeveer vier millimeter en de armen zijn ongeveer vijf keer zo lang. Ze maken gebruik van diverse gastheersoorten (neteldieren, bloemdieren, Zoantharia), sponzen, algen, zee-egels of mosdiertjes) waar ze zich, soms in grote kolonies, met hun armen aan vastklampen.
De soort is oorspronkelijk afkomstig uit de Grote Oceaan. Het specimen dat Verrill beschreef was verzameld aan de westkust van Panama. O. mirabilis heeft zich als een invasieve soort verspreid in de westelijke Atlantische Oceaan, langs de kust van Brazilië tot in Frans-Guyana en de Antillen. De soort kan zich verspreid hebben met de scheepvaart (in ballastwater of als onderdeel van de biologische aanslag op scheepsrompen), maar een natuurlijke verspreiding door de oceaanstromingen is ook mogelijk, bijvoorbeeld door mee te drijven met algen.
De slangster kan zich ongeslachtelijk voortplanten door de centrale schijf in tweeën te splitsen, waarna beide delen de ontbrekende lichaamsdelen regeneren. Dit plus het feit dat de soort niet kieskeurig is voor wat betreft de gastheersoorten die ze koloniseert (in een klein gebied langs de Braziliaanse kust werd ze op meer dan twintig soorten aangetroffen) kunnen tevens bijdragen tot de snelle verspreiding ervan.